# Elpuskázva
Az Elpuskázva (eredeti cím: Delivery Man) 2013-as amerikai filmvígjáték-dráma, melynek forgatókönyvírója és rendezője Ken Scott. A főszerepet Vince Vaughn, Chris Pratt és Cobie Smulders alakítja. A film Scott 2011-es francia-kanadai filmje, a Starbuck remake-je.
Az Amerikai Egyesült Államokban 2013. november 22-én mutatta be a Walt Disney Pictures, Magyarországon december 19-én szinkronizálva a ProVideo forgalmazásában.
Általánosságban vegyes kritikákat kapott a kritikusoktól. A Metacritic oldalán a film értékelése 44% a 100-ból, ami 33 véleményen alapul. A Rotten Tomatoeson az Elpuskázva 40%-os minősítést kapott, 148 értékelés alapján.

## Cselekménye
|  | Alább a cselekmény részletei következnek! |

David Wozniak (Vince Vaughn) egy szerencsétlen szállító a családi hentesüzletben, arra törekszik, hogy megadja 80 000 dolláros tartozását a nyomában lévő gengsztereknek. A barátnője, Emma (Cobie Smulders) várandós az ő gyerekével. Az egyik nap David mikor hazaérkezik a munkából, egy ügyvédet talál a lakásán, (még egyetemista korában 693 alkalommal adakozott 24 255 $-ért összesen) aki a spermabankból érkezett, majd tájékoztatja, hogy 533 gyerek apja. Ezek közül 142 csatlakozott egy csoportos perhez a termékenységi klinikán, hogy megtudják ki használja a "Starbuck" álnevet.
David barátja, Brett (Chris Pratt), aki egyben ügyvéd is, megmutatja neki, hogy hogyan próbálja titokban tartani a felvételeket. Egy listát nyújt át Davidnak a perben szereplőkről: David találkozik néhányukkal és pillanatokat keres kedves cselekedetekhez. David úgy dönt azonosítja magát, de később gonosz támadás éri, ezért egyet ért az ügyvédjével és bepereli a spermabankot a kártérítés érdekében. Megnyeri a pert: 200 000 dollárban részesül és személyazonossága is titokban maradt.
David sajnálja az egészet, és gondolkodik a kiléte felfedésén. Később David elveszíti a 200 000 dollárt, ezért az apjának elmondja, hogy ő Starbuck. Kifizeti neki az adósságát. Ezt követően David felfedi személyazonosságát a Facebookon. Elindul Emma házához és megtudja, hogy kora-szült. A kórházban, ahol már a kisbaba megszületett, azt mondják Emmának, hogy mutassa fel a kistestvérüket a többi gyereknek.
|  | Itt a vége a cselekmény részletezésének! |

## Szereplők
| Színész            | Szerep          | Magyar hang         |
| ------------------ | --------------- | ------------------- |
| Vince Vaughn       | David Wozniak   | Haás Vander Péter   |
| Chris Pratt        | Brett           | Bozsó Péter         |
| Cobie Smulders     | Emma            | Németh Borbála      |
| Andrzej Blumenfeld | Mikolaj Wozniak | Ujréti László       |
| Simon Delaney      | Victor          | Kálloy Molnár Péter |
| Bobby Moynihan     | Aleksy          | Rába Roland         |
| Bruce Altman       | Ügyvéd          | Rosta Sándor        |